# گوآدواس
گوآدواس (به اسپانیایی: Guaduas) یک سکونتگاه مسکونی در کلمبیا است که در Lower Magdalena Province واقع شده‌است.

## خصوصیات
گوآدواس ۳۳٬۰۰۰ نفر جمعیت دارد و ۹۹۲ متر بالاتر از سطح دریا واقع شده‌است.

## خواهرخوانده
شهر کادیس خواهرخواندهٔ گوآدواس هست.